# Celestus carraui
Celestus warreni là một loài thằn lằn trong họ Anguidae. Loài này được Inchaústegui mô tả khoa học đầu tiên năm 1985.